# Linker DS

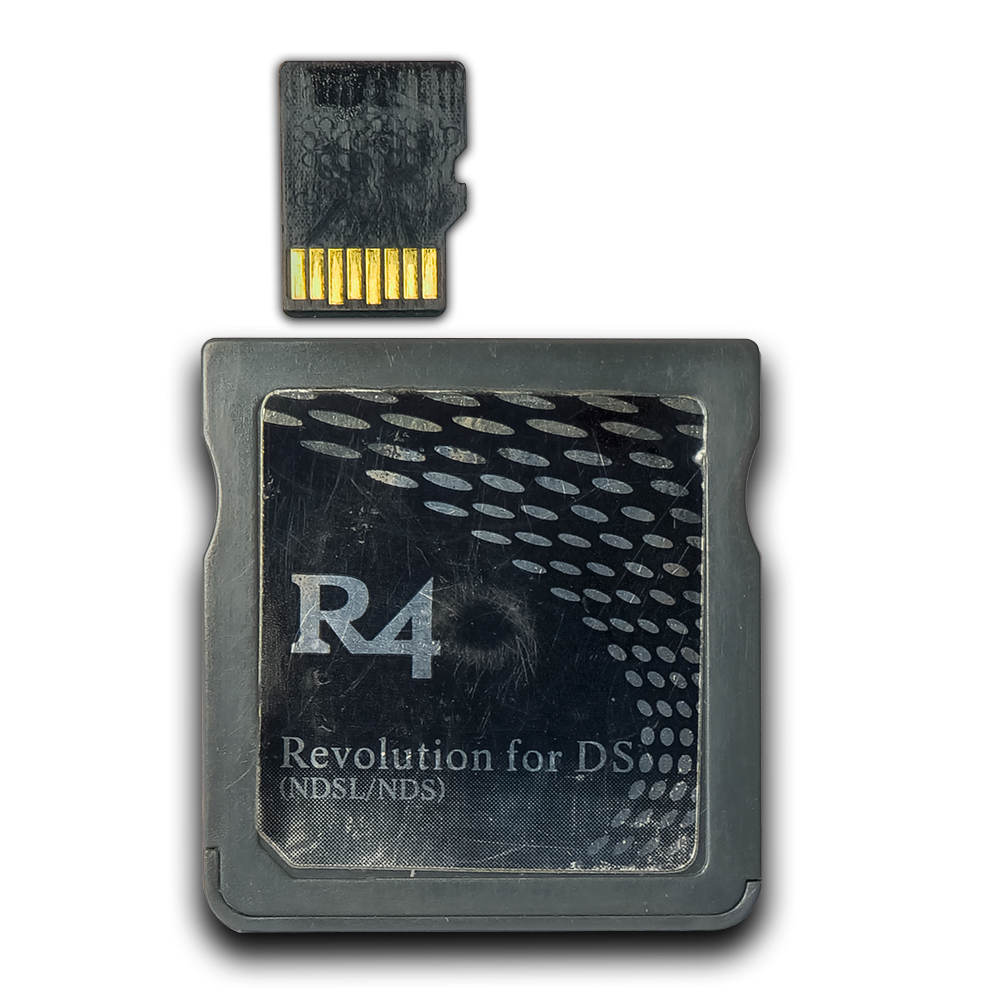
Une cartouche R4 et une carte microSD.

Un linker DS est un outil dont l’intérêt principal est de faire fonctionner des homebrew et des jeux vidéo téléchargés illégalement. Le Linker DS permet de jouer à un jeu vidéo, regarder une vidéo, écouter de la musique sur une Nintendo DS, Nintendo DS Lite ou  Nintendo DSi. Certains linkers sont compatibles Nintendo DS, d'autres Nintendo DS et Nintendo DS Lite ou d'autres Nintendo DS, Nintendo DS Lite et Nintendo DSi et parfois même la Nintendo 3DS. L'exemple le plus connu de linker DS est la cartouche R4 (Revolution for DS).

## Fonctionnement
Un linker se présente sous la forme d'une cartouche de jeu standard (cartouche de Game Boy Advance et/ou cartouche de Nintendo DS). La cartouche renferme un circuit imprimé qui contourne le système de sécurité de la console pour exécuter des programmes qui n'ont pas été autorisés par Nintendo. En outre, la cartouche possède un port pour y insérer une mémoire de stockage, comme une carte MicroSD.
Après la sortie d'une console, des développeurs amateurs cherchent des failles dans le système d'exploitation afin de pouvoir exécuter du code qui n'a pas été signé par Nintendo. Une fois trouvées, ces failles sont exploitées par des équipes (souvent chinoises) afin de les rendre stables, et finalement flashées sur des microprocesseurs intégrés sur de petits circuits imprimés. Ces circuits sont finalement enchâssés dans des boîtiers de cartouche de jeu, afin d'utiliser ces failles sans avoir de connaissance en électronique.
Les linkers sont fabriqués en série par de petites usines chinoises.

## Utilisation
Un linker permet d'ajouter de nombreuses fonctionnalités à sa console. Développés par des amateurs, de nombreux programmes permettent d'écouter de la musique, de regarder des vidéos, de lancer des jeux vidéo ou des programmes amateurs, de faire fonctionner des émulateurs...
Mais sa principale utilisation consiste en la création et l'utilisation de copies de sauvegarde de jeux Nintendo DS. Ces copies de sauvegarde sont souvent partagées sur internet. Le linker facilite le piratage, Nintendo ne fournissant pas le matériel nécessaire pour faire fonctionner sur les DS autre chose que des cartouches certifiées originales. L'usage de copies illégales de jeu est officiellement condamné par les fabricants de linkers.
De son côté Nintendo dénonce un manque à gagner (la Nintendo DS serait la console la plus piratée, avec la PSP) qui décourage les développeurs. Nintendo ne voit dans le linker qu'un moyen de pirater sa console. D'un point de vue de l'utilisateur final, les linkers ne posent pas de problème moral qui ne soit déjà connu des utilisateurs de consoles sous forme émulée.

## Légalité
Nintendo recherche activement des solutions anti-piratage en ajoutant des protections dans ses jeux et en interceptant des linkers. De fait c'est dans l'intérêt de Nintendo de faire interdire les linkers pour réduire son investissement financier en matière de DRM. Les fabricants de linkers, les revendeurs et les utilisateurs soutiennent que leur utilisation n'est pas illégale dès lors que l'on utilise des jeux dont on possède l'original. Les fabricants de linkers et les revendeurs souhaitent déporter la responsabilité du piratage sur l'utilisateur. Encore une fois, c'est dans leur intérêt car la vente de ces dispositifs est précisément au cœur de leur activité.
Les linkers sont parfois présentés comme des outils d'exercice du droit à la copie de sauvegarde (« La personne ayant le droit d'utiliser le logiciel peut faire une copie de sauvegarde lorsque celle-ci est nécessaire pour préserver l'utilisation du logiciel »).
Il n'existe pas en France de législation portant explicitement sur les linkers.
Cependant plusieurs vendeurs de linkers ont été condamnés dans plusieurs pays dont la France, la Grande-Bretagne et le Japon, les tribunaux considérant leur utilisation comme abusive (piratage de jeux). Parallèlement à ses procès visant les vendeurs, Nintendo ne poursuit pas les fabricants de linker  . 